# Euphorbia fragifera
Euphorbia fragifera là một loài thực vật có hoa trong họ Đại kích. Loài này được Jan mô tả khoa học đầu tiên năm 1818.

## Hình ảnh

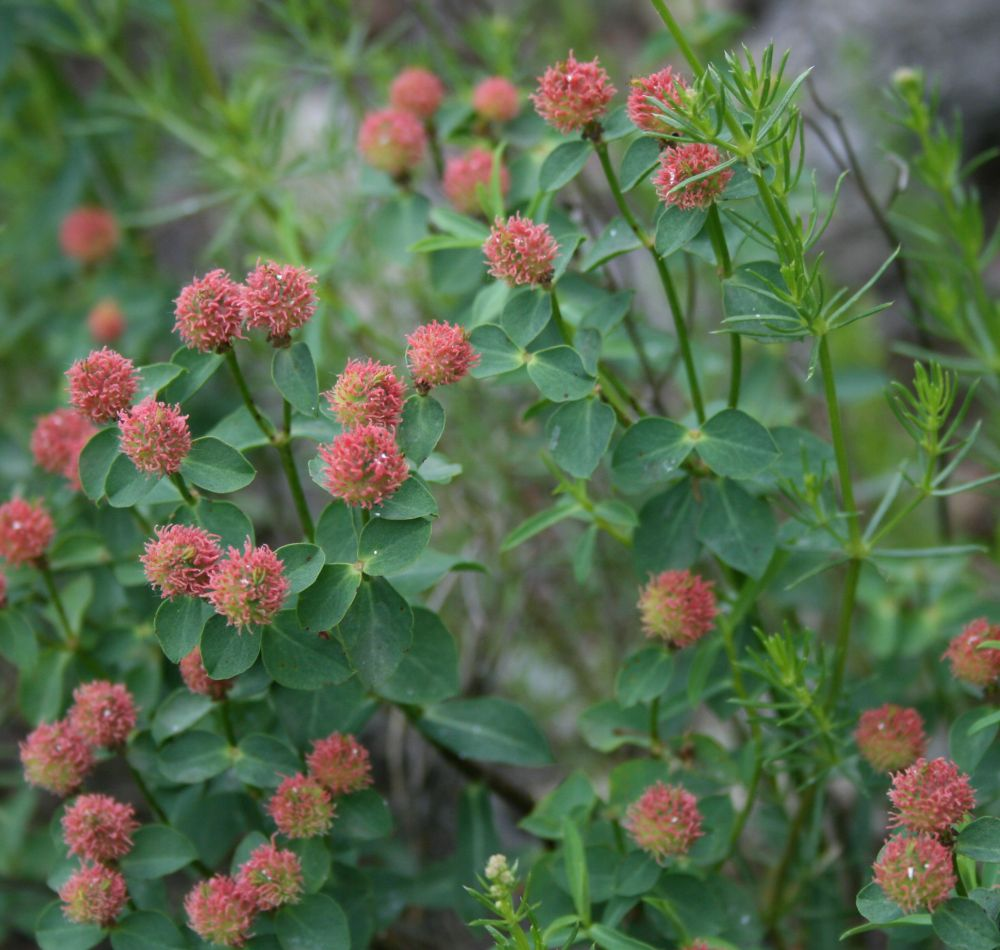